# Свиклин, Теодор-Вернер Андреевич
Теодор-Вернер Андреевич Свиклин (Свиклиньш) (1 мая 1901 года, усадьба Яун-Ламас, Ауэрмюндская волость, Добленский уезд, Курляндская губерния — 17 октября 1964 года, Москва) — советский военный деятель, генерал-майор (16 октября 1943 года).

## Начальная биография
Родился 1 мая 1901 года в усадьбе Яун-Ламас Ауэрмюндской волости Добленского уезда Курляндской губернии, латыш.

## Военная служба

### Первая мировая и гражданская войны
В июне 1917 года призван в ряды Русской армии и направлен рядовым в 3-й Латышский стрелковый полк, дислоцированный в г. Валк, а в июле был переведён табельщиком на Военно-полевое строительство железной дороги Рига — Валк. В декабре 1917 года демобилизован.
В марте 1918 года призван в ряды РККА и направлен красноармейцем в батальон особого назначения в Нижнем Новгороде. С ноября того же года находился на лечении в госпитале в дер. Камешки (Нижегородская губерния) в связи с тифом, после выздоровления в марте 1919 года назначен на должность делопроизводителя Растенинского артиллерийского склада, в том же году вступил в ряды РКП(б).
В мае 1920 года назначен на должность политбойца и политрука 27-го запасного стрелкового полка, дислоцированного в Нижнем Новгороде, а в сентябре 1921 года — на должность заместителя начальника Особого пограничного пункта № 1 в Олевске, после чего принимал участие в боевых действиях на территории Волынской губернии против вооруженных формирований под командованием Ю. Тютюнника.

### Межвоенное время
В июне 1922 года Свиклин назначен на должность политрука батальона в составе 392-го Таращанского стрелкового полка, в апреле 1923 года на должность секретаря военкома Можайского артиллерийского склада, в октябре 1924 года — на должность помощника начальника по политической части Серпуховского артиллерийского склада, а в сентябре 1926 года — на должность помощника командира по политической части сначала 7-го отдельного транспортного батальона, затем 131-го отдельного артиллерийского дивизиона. С сентября 1927 года находился на учёбе на курсах усовершенствования начальствующего состава зенитной артиллерии, после окончания которых в сентябре 1928 года вернулся в 131-й отдельный артиллерийский дивизион на должность командира батареи.
В январе 1930 года назначен на должность командира и комиссара 130-го отдельного артиллерийского дивизиона, который вскоре был преобразован в 121-й артиллерийский дивизион, в мае 1931 года — на должность командира и комиссара 8-го полка зенитной артиллерии, в ноябре 1932 года — на должность командира и комиссара 1-й отдельной артиллерийской бригады, а в апреле 1934 года — на должность командира группы противовоздушной обороны Приморской группы войск Особой Краснознаменной Дальневосточной армии.
5 апреля 1938 года Теодор-Вернер Свиклин был арестован, после чего находился в тюрьме под следствием органов НКВД, уволен из кадров РККА по пункту «в» статьи 44 Положения о прохождении службы командным и начальствующим составом Рабоче-Крестьянской Красной Армии, однако уже 27 мая 1940 года был реабилитирован, восстановлен в кадрах РККА и назначен на должность преподавателя факультета ПВО Военной академии имени М. В. Фрунзе, в январе 1941 года — на должность начальник 2-го курса 2-го факультета этой же академии, а в июне — на должность начальника основного факультета Высшей военной школы ПВО Красной Армии. В том же году окончил курсы усовершенствования высшего комсостава при Военной академии имени М. В. Фрунзе.

### Великая Отечественная война
С началом войны находился на прежней должности.
В сентябре назначен на должность начальника отдела ПВО 32-й армии (Западный фронт), а в октябре — на должность командира 285-й стрелковой дивизии (54-я армия, Ленинградский фронт), которая вела тяжёлые оборонительные боевые действия в районе Волхова.
С апреля 1942 года исполнял должность начальника штаба Волховской оперативной группы Ленинградского фронта, в августе назначен на должность начальника штаба 2-й ударной армии (Волховский фронт), а в ноябре — на должность командира 311-й стрелковой дивизии, которая вскоре принимала участие в Любанской наступательной операции, в ходе которой вела боевые действия в районе населённого пункта Посадников Остров (10 км северо-западнее г. Кириши), а с февраля 1943 года — в наступлении на реке Смердынька и в направлении на Чудово. В одном из боев Свиклин был тяжело ранен, после чего лечился в госпитале. За успешное руководство частями дивизии в этих боях был награждён орденом Красного Знамени.
После выздоровления в декабре 1943 года назначен на должность заместителя командующего 59-й армией, после чего принимал участие в Новгородско-Лужской операции, в ходе которой предложил провести наступление по льду озера Ильмень, преодолевая для этого свыше 15 километров абсолютно открытого пространства. Группа Свиклина ударом десанта на аэросанях захватила плацдарм на западном берегу озера Ильмень — немцы не ожидали такого манёвра советских войск, считая гладь озера малопригодным для наступления направлением. Бойцы южной оперативной группы Свиклина перерезали дороги, ведущие из Новгорода, в результате чего памятник «Тысячелетие России» был спасён от уничтожения. За отличие в боях был награждён орденом Суворова 2 степени.
В марте 1944 года назначен на должность командира 122-го стрелкового корпуса, который вёл боевые действия на нарвском направлении. С конца мая того же года снова находился на лечении в госпитале и после выздоровления в июле того же года назначен на должность начальника Харьковского пехотного училища.

### Послевоенная карьера
В июне 1945 года назначен на должность заместителя начальника Военно-педагогического института Красной Армии по учебной и научной работе.
С апреля 1948 года Свиклин направлен на учёбу на Высшие академические курсы при Высшей военной академии имени К. Е. Ворошилова, а в сентябре был переведён на основной факультет этой же академии. После окончания академии в январе 1951 года Военную академию имени М. В. Фрунзе на преподавательскую работу и в июле того же года назначен на должность заместителя начальника кафедры тактики высших соединений, а в ноябре 1955 года — на должность начальника кафедры ПВО.
Генерал-майор Теодор-Вернер Андреевич Свиклин в январе 1959 года вышел в отставку. Умер 17 октября 1964 года в Москве. Похоронен на Головинском кладбище.
В 2010 году новгородские ветераны войны предложили назвать одну из городских улиц именем Теодора Свиклина, незаслуженно забытого героя Великой Отечественной войны.

### Семья
- Жена — Клавдия Петровна Свиклина (в девичестве Данилова, 1895—1983), учитель русского языка, похоронена вместе с мужем на Головинском кладбище.
  - Дочь — Эмилия Теодоровна Свиклина (Калугина, 1920—2013), проживала в Москве.
    - Внуки — Калугина Ирина Юрьевна (род. 1943), инженер-экономист, проживает в Москве; Калугин Юрий Юрьевич (1946—2003).

  - Дочь — Нинель Теодоровна Свиклина (Прохорова, род. 1924), проживает в Санкт-Петербурге.
    - Внуки — Прохорова Елена Михайловна (род. 1949), проживает в Санкт-Петербурге, физик; Прохоров Павел Михайлович (род. 1958), проживает в Санкт-Петербурге.

## Награды
- Орден Ленина (21.02.1945);
- Три ордена Красного Знамени (08.03.1943; 03.11.1944; 24.06.1948);
- Орден Суворова 2 степени (21.02.1944);
- Медали.